# Berlag
Berlag (Russisch: Берлаг; voluit: Береговой исправительно-трудовой лагерь; Beregovoj ispravitelno-troedovoj lager) was van 1948 tot 1954 een speciaal kamp (nr. 5) voor politieke gevangenen binnen de structuur van de Dalstroj (onderdeel van de Goelag). Dergelijke kampen met verscherpt regime werden in de naoorlogse tijd door de MVD opgezet in de hele Sovjet-Unie. De speciale status maakte dat het kamp nooit onder het bestuur van de Sevvostlag stond, maar direct onder de Dalstroj.

## Naam
De officiële naam was oorspronkelijk Osoblag nr. 5 (особлаг № 5), een samentrekking van osoby lager No. 5 (особый лагерь № 5) ofwel speciaal kamp nr. 5. De latere benaming Berlag is een samentrekking van Beregovoj lager (Береговой лагерь) ofwel 'oeverkamp'. Net als bij de andere vier speciale kampen werd de naam arbitrair gekozen en lag het kampsysteem niet daadwerkelijk aan of bij een oever. Na de opheffing van de speciale kampen in 1953 en 1954 werd het kamp omgevormd tot hervormingswerkkamp (ITL) onder de naam Beregovoj ITL (Берегово́й ИТЛ, of voluit Beregovoj ispravitelno-troedovoj lager; Берегово́й исправительно-трудовой лагерь). De telegrafische code Beregovoj ("oever-") kreeg het kamp op 10 mei 1948. Waarschijnlijk is de naam van deze telegrafische code afgeleid.

## Geografie en activiteiten

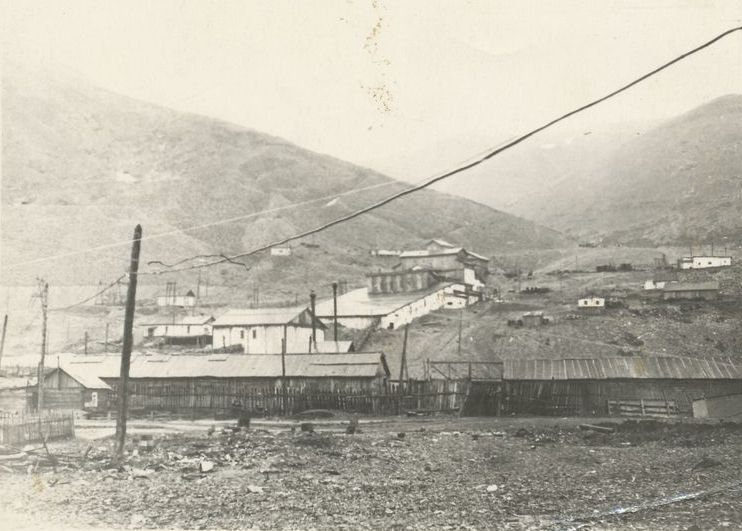
Metaalsmelterij in Chenikandzja in 1954

Het bestuur van de Berlag bevond zich aanvankelijk in het dorp Pjostraja Dresva (aan de monding van de rivier Viliga, in het huidige district Omsoektsjanski van de oblast Magadan), maar werd later verplaatst naar de stad Magadan. De kampafdelingen lagen hoofdzakelijk in het centrale deel van het Dalstroj-gebied.
De gevangenen werden tewerkgesteld voor de Dalstroj om zowel bovengronds (dagbouw) als ondergronds (schachtbouw) goud, steenkool, tin, kobalt en wolfraam te delven of om te werken in ertsverwerkende fabrieken van het Ministerie van Metallurgie. Ook werden ze ingezet om bouwactiviteiten uit te voeren.
De kampen van de Berlag waren verspreid over vijf mijnbouwafdelingen van de Dalstroj: 
- Indigirsk - 1 kampafdeling (de wolfraammijn Alaskitovy)
- Noord - 4 kampafdelingen (de goudmijnen van het kombinat aan de rivier Oetinaja (Cholodny, Kvartsevy en Petrovitsj); de steenkoolmijnen bij Elgen en Arkagala; een fabriek voor mijnbouwbenodigdheden in Orotoekan; en de mijnen Gorky en Spokojny)
- Zuidwest - 5 kampafdelingen (rond de kobaltmijnen Lazo en Canyon en bij de mijnen Tsjapajev en Dneprovski bij Mjakit; een van de best bewaarde goelagkampen van de oblast Magadan)
- Tenka - 6 kampafdelingen (het kombinat rond de mijnen Chenikandzja en Belova; de ertsverwerkingsfabriek Beria en onder Boetoegytsjag de uraniumertsverwerkende fabriek nr. 1 en de Tsjapajev-ertsverwerkende fabriek)
- West - 1 kampafdeling (de mijn Tsjelbanja)
- Magadan - 2 kampafdelingen (een afdeling voor het transport van gevangenen en een voor de bouw van woningen)

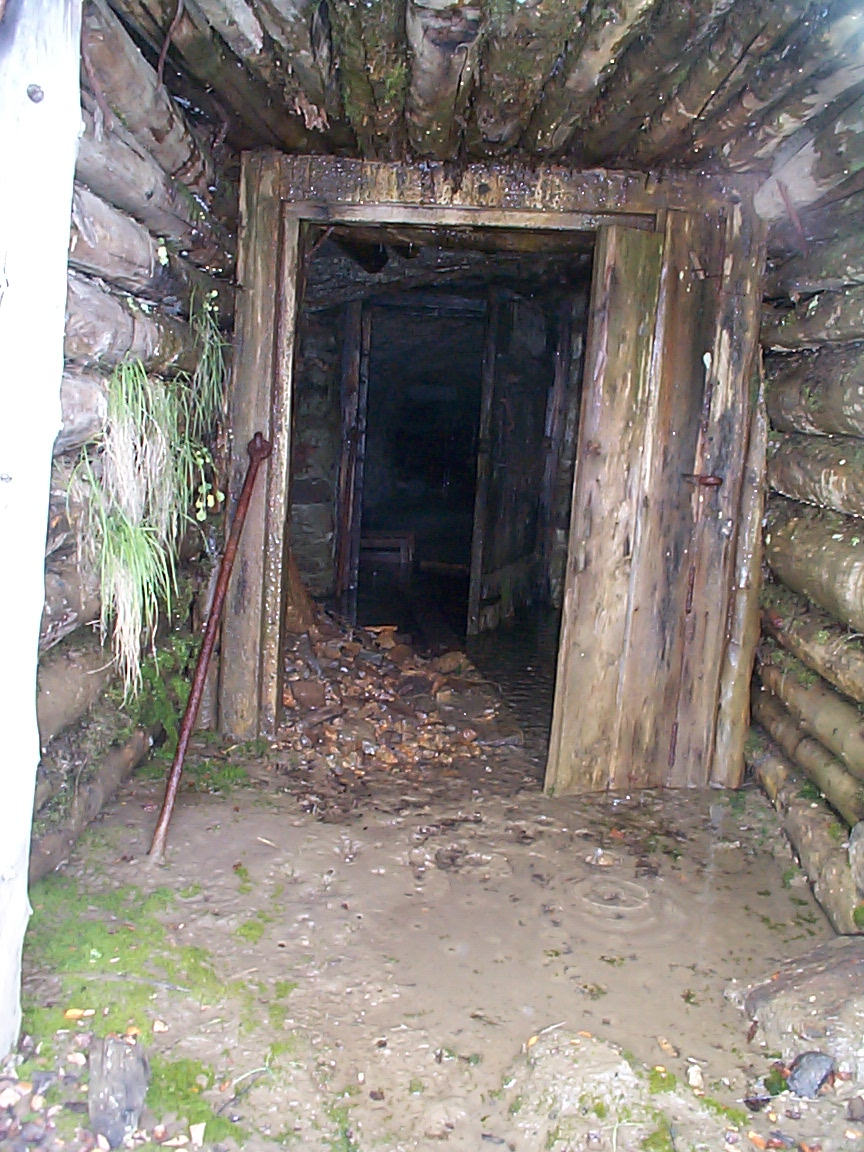
Deuren van de toegangstunnel van een tinmijn in Boetoegytsjag, die in 1958 werd gesloten.

## Geschiedenis
Berlag werd formeel opgericht op 28 februari 1948 nadat de MVD (het Sovjet-Ministerie van Binnenlandse Zaken) op 21 februari 1948 per decreet nr. 00219 hiertoe bevolen had.
Met MVD-decreet nr. 00469 op 29 april 1948 werd de Berlag tot onderdeel gemaakt van de Dalstroj, dat naast een kampensysteem ook een industriële bouwonderneming vormde. Met bevel nr. 00872 van de MVD op 20 september 1949 werden de activiteiten van de Dalstroj gesplitst, waarbij een centraal kampbestuur werd opgericht voor de Dalstroj-kampen, waaronder Berlag. De bewaking van het kamp werd in handen gelegd van de 86e konvooidivisie, die later werd hernoemd tot de 17e divisie van de paramilitaire garde van de Goelag van het Sovjet-Ministerie van Binnenlandse Zaken.
Op 26 augustus 1948 werd besloten tot het opzetten van 15 kampafdelingen binnen de Berlag, waaronder 20 kampen en een centraal ziekenhuis. Uiteindelijk werden op 1 januari 1949 13 kampafdelingen geformeerd, een kamp bij een werkplaats voor het maken van mijnbouwwerktuigen en een centraal ziekenhuis nabij de nederzetting Cheta. Bij MVD-decreet van 8 juli 1949 werd het aantal kampafdelingen verhoogd tot 19 en het aantal kampen tot 26.
In 1954 werd de Berlag omgezet van een speciaal kamp naar een hervormingswerkkamp. Vervolgens werd het kamp op 25 juni 1954 overgedragen aan het bestuur van het noordoostelijke OeSVITL, waarmee het werd ontbonden.

## Aantal gevangen
Het geplande aantal gevangenen bedroeg 30.000 tot 32.000. De aantallen gevangenen die doorgaans op 1 januari werden geregistreerd lagen echter meestal lager. Er was echter veel verloop doordat het sterftecijfer hoog lag.
|                                                                              |
| ■ 1 januari van het genoemde jaar ■ november en december 1948, augustus 1954 |

## Kampbestuurders
- 27 april 1948 - 4 april 1950: kolonel P.S. (Pavel) Bondarenko
- 4 april 1950 - 25 juni 1954: kolonel A.F. Vasiliev (als interim genoemd op 31 december 1949)
- interim (genoemd op 8 juni 1949, 24 september 1949, 1 maart 1952 en 28 juli 1952): majoor Ja.S. Goloebjev

## Bekende gevangenen
- Peter Demant[7]
- Varlam Sjalamov[8]